# 제45회 서울독립영화제
제45회 서울독립영화제는 2019년 11월 28일에 열린 시상식이다.

## 수상 및 후보

### 대상
- 입문반 - 김현정 수상

### 최우수장편상
- 증발 - 김성민 수상

### 최우수단편상
- 누구는 알고 누구는 모르는 - 배꽃나래 수상

### 심사위원상
- 우리는 매일매일 - 강유가람 수상

### 독립스타상- 배우부문
- 야구소녀 - 이주영 수상
- 입문반 - 한혜지 수상

### 열혈스태프상
- 창진이 마음 - 조영천 수상

### 새로운선택상
- 남매의 여름밤 - 윤단비 수상

### 새로운시선상
- 웰컴투X-월드 - 한태의 수상

### 집행위원회특별상
- 임신한 나무와 도깨비 - 김동령 외 2명 수상

### 독불장군상
- 우리는 매일매일 - 강유가람 수상

### 관객상
- 창진이 마음 - 궁유정 수상
- 찬실이는 복도 많지 - 김초희 수상

### 심사위원특별언급
- 아니 감독님 생각을 해보세요 - 하나 수상
- 상주 - 차정윤 수상

### 경쟁부문 - 단편
- 해미를 찾아서 - 허지은 외 1명
- 81 - 박송희
- 갓건담 - 이준섭
- 그녀의 문제와 불꽃 - 송진욱
- 그래서 우리는 춤을 추고 - 문혜준
- 마스코트 - 김리하
- 기대주 - 김선경
- 나는 사람 때문에 울어본 적이 없다 - 한유원
- 나는 사자다 - 송주원
- 냉장고 속의 아빠 - 정인혁
- 누구는 알고 누구는 모르는 - 배꽃나래
- 모래 - 김경래
- 붕붕 - 정석주
- 아니 감독님 생각을 해보세요 - 하나
- 아빠가 가정폭력으로 신고 됐다 - 홍연이
- 우리는 얼마나 많은 개미들을 죽였는가? - 박건
- 우리집 컵이 깨지고 있다 - 김연주
- 움직임의 사전 - 정다희
- 입문반 - 김현정
- 종이접기 튜토리얼 - 최희현
- 창진이 마음 - 궁유정
- 털보 - 강물결

### 경쟁부문 - 장편
- 나의 정원 - 원태웅
- 모아쓴일기 - 장경환
- 바람의 언덕 - 박석영
- 야구소녀 - 최윤태
- 에듀케이션 - 김덕중
- 여름날 - 오정석
- 우리는 매일매일 - 강유가람
- 임신한 나무와 도깨비 - 김동령 외 1명
- 증발 - 김성민
- 찬실이는 복도 많지 - 김초희
- 해협 - 오민욱

### 새로운 선택 - 단편
- 99년식 - 이홍래
- K대_OO닮음_93년생.avi - 정혜원
- 감자 - 김정민
- 과거에서 온 옥수수 - 이채
- 밤의 침묵 - 이승현
- 빈 집 - 김예지
- 상주 - 차정윤
- 스네일 맨 - 박재범
- 안느 체크소위코프와 일곱 편의 영화들 - 유영주
- 죽은 민영이의 장례식 - 홍석영
- 차대리 - 김진화

### 새로운 선택 - 장편
- 관계의 가나다에 있는 우리는 - 이인의
- 남매의 여름밤 - 윤단비
- 돌아서 제자리로 - 황지은
- 비밀의 정원 - 박선주
- 요요현상 - 고두현
- 웰컴투X-월드 - 한태의
- 이장 - 정승오

### 특별초청 - 단편
- 갈라파고스 - 허범욱
- 경주의 진실 - 유진선
- 낙과 - 양재준
- 레버 - 김보영
- 령희 - 연제광
- 모스크바 닭도리탕 - 오재형
- 무기들의 시간 - 허건
- 박미숙 죽기로 결심하다. - 윤미영
- 별들은 속삭인다 - 여선화
- 죽음의 상인 - 전진규
- 서정의 세계 - 김수로
- 세마리 - 이옥섭
- 손과 날개 - 변성빈
- 시계방향 문랩스 - 서원태
- 안부 - 진성문
- 우린같이 영화를보고 소설을읽어 - 이연철
- 유빙 - 김혜진
- 유월 - 이병윤
- 윤성 - 김용삼 외 1명
- 이사 가는 날 - 홍대영
- 자리 - 김호
- 젖꼭지 - 김용승
- 캠핑 - 한지수
- 탈날 탈(頉) - 서보형
- 포세일 - 이용섭
- 한 도시 이야기 - 이재용

### 특별초청 - 장편
- 69세 - 임선애
- 고양이 집사 - 이희섭
- 그곳, 날씨는 - 이원우
- 그림자꽃 - 이승준
- 당신의 사월 - 주현숙
- 박강아름 결혼하다 - 박강아름
- 설악, 산양의 땅 사람들 - 이강길
- 애국자게임2-지록위마 - 경순
- 어서오시게스트하우스 - 심요한
- 언더그라운드 - 김정근
- 영화로운 나날 - 이상덕
- 욕창 - 심혜정
- 이 세상에 없는 - 박정범
- 이것은 다큐멘터리가 아니다 2 - 박홍열
- 젊은이의 양지 - 신수원
- 종이꽃 - 고훈
- 준하의 행성 - 홍형숙
- 팡파레 - 이돈구
- 프랑스여자 - 김희정
- 하트 - 정가영
- 할머니의 외출 - 장병기

### 해외초청
- 메이드 인 홍콩 - 프룻 첸
- 천상인간 - 유릭와이
- 유리의 눈물 - 여묘설
- 나비 - 얀얀 막
- 성 공작자 2 - 구예도
- 대람호 - 제시 창 취이샨
- 벼농사를 짓다 - 챈 호 룬 프레디
- 10년 - 궉 준 외 4명
- 쪽빛 하늘 - 장경위
- 프린스 에드워드역에서: 내 오랜 남자친구에게 - 노리스 웡 이람

### 아카이브
- 서울 7000 - 김홍준 외 1명
- 국풍 - 얄라셩
- 지리멸렬 - 봉준호
- 겨울환상 - 김소영
- 푸른 진혼곡 - 김소영
- 작은 풀에도 이름 있으니 - 김소영
- 오! 꿈의 나라 - 이은 외 2명
- 닫힌 교문을 열며 - 이재구
- 어머니, 당신의 아들 - 이상인